# Orontes
De Orontes of `Asi (العاصي) is een rivier in Libanon, Syrië en Turkije. De rivier is ongeveer 571 km lang en ontspringt bij Labweh in Libanon, in de Bekavallei tussen het Libanon- en het Anti-Libanongebergte. De rivier mondt uit in de Middellandse Zee. Het was de belangrijkste rivier van de Levant en werd ook wel Typhon, Draco of Axius genoemd.
De rivier loopt onder andere door het Meer van Homs, passeert Hama met de beroemde Noria's, en de oude stad Apamea. Ook vond aan deze rivier de Slag bij Kadesh plaats tussen het Oud-Egyptische leger en het Hettitische leger.
De rivier stroomt door naar Turkije waar hij Antakya (Antiochië) passeert. In de zomer staat deze rivier in Antakya altijd droog, terwijl zij in Syrië en Libanon volop stroomt. Ze wordt in het Turks Asi Nehri genoemd, wat 'opstandige rivier' betekent. Deze naam dankt de rivier aan het feit dat zij ontspringt in Libanon en niet in Turkije zoals de andere belangrijke rivieren, Tigris en Eufraat.

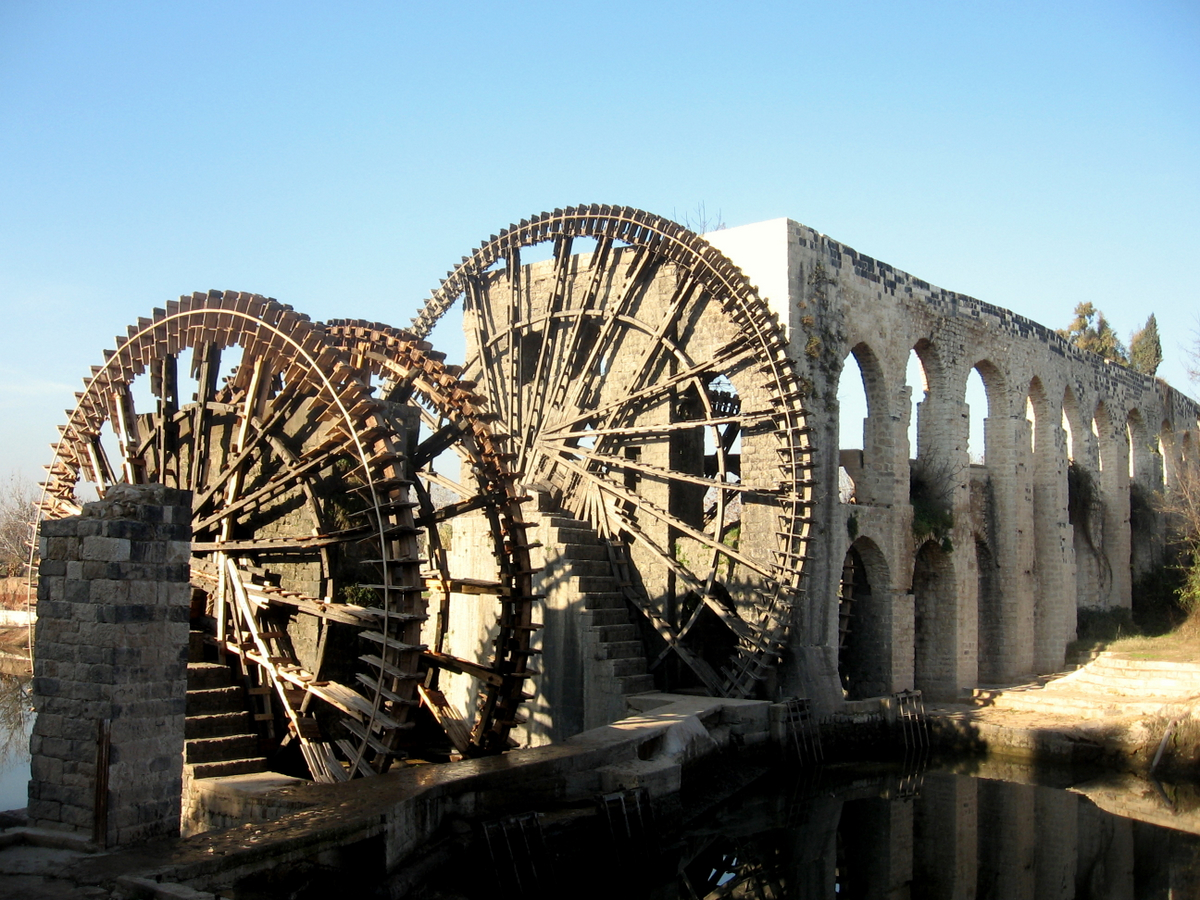
Noria's in Hama
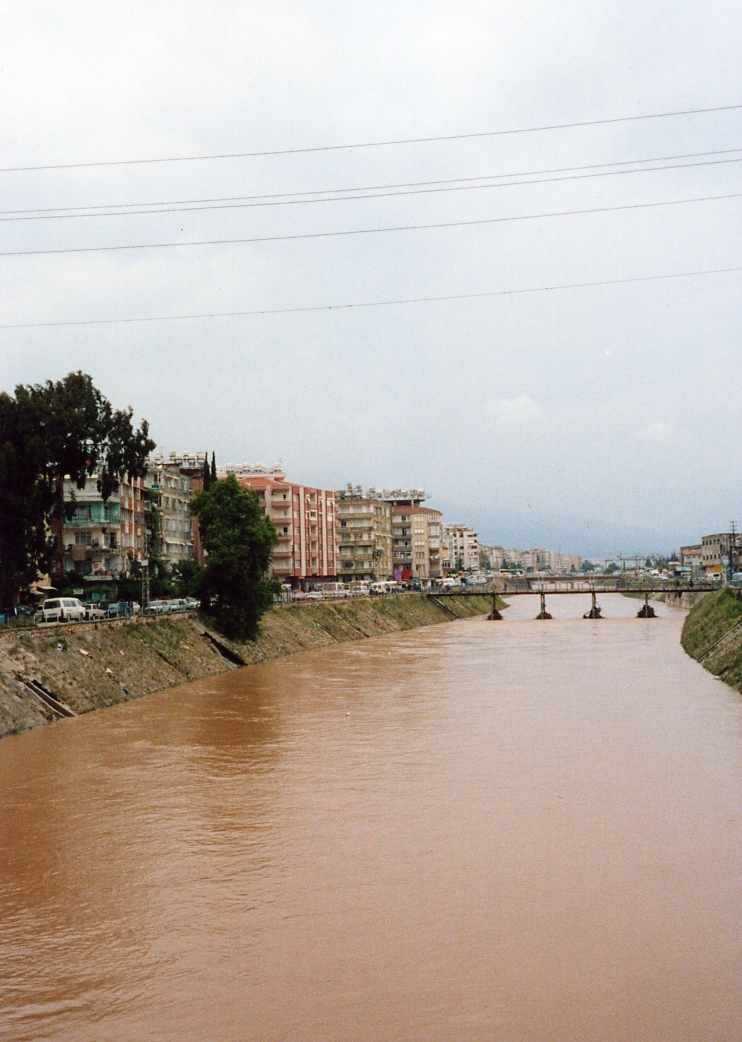
Orontes in Antiochië
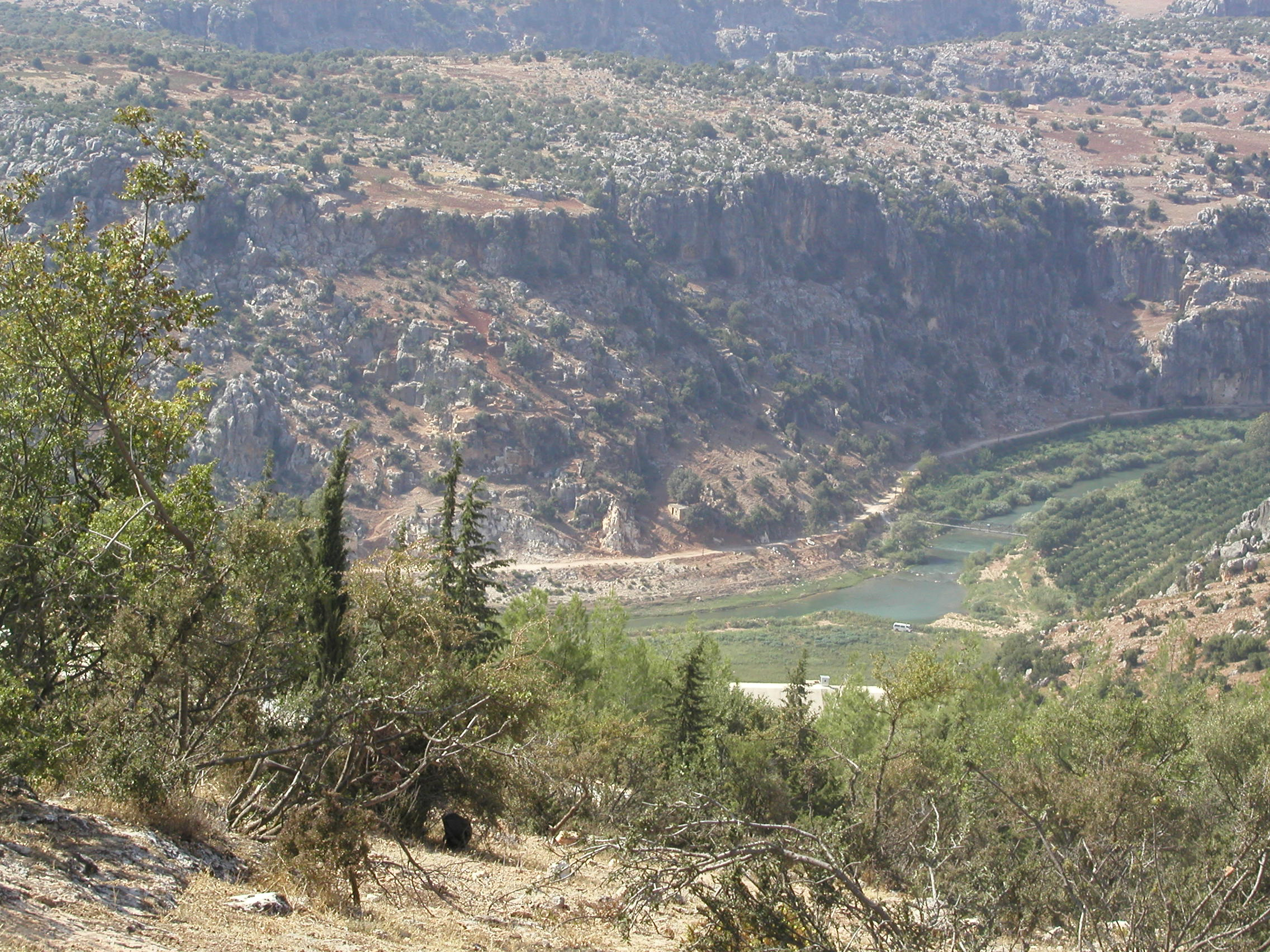
Orontes in het Idlib-gouvernement

- Gemeinsame Normdatei: 4086027-9
- Library of Congress Control Number: sh2001000027
- Nationale Bibliotheek van Israël: 987007561465605171
- Virtual International Authority File: 234602655